# متیو سانس
متیو سانس (انگلیسی: Matthieu Sans؛ زادهٔ ۱۶ ژوئن ۱۹۸۸) بازیکن فوتبال اهل فرانسه است.
از باشگاه‌هایی که در آن بازی کرده‌است می‌توان به باشگاه فوتبال باستیا اشاره کرد.